# Риваллон (граф Корнуая)
 Риваллон (Ривелин) (фр. Rivelen, брет. Riuuelen, Riuallon;  умер после 9 июля 871) — граф Корнуая.

## Биография
Риваллон, предположительно, был сыном Риваллона де Поэр, и, соответственно, приходился родным братом королю Бретани Саломону. 9 июля 871 года он в первый и последний раз упоминается с титулом графа Корнуая. Его единственный известный сын Виго в 874 году принимал участие в убийстве своего дяди, короля Саломона.